# 张荣 (1964年)
张荣（1964年2月—），江苏淮安人，中国半导体学家，中国科学院院士，曾任山东大学校长和厦门大学校长，现任厦门大学党委书记。

## 生平
毕业于南京大学物理学系，1986年留校任教，1995年3月晋升教授，2000年成为教育部“长江学者特聘教授”和“国家杰出青年科学基金获得者”。2002年2月任南京大学校长助理，2004年6月任南京大学党委副书记。2006年11月任南京大学副校长，2010年4月任南京大学常务副校长。
2013年10月任山东大学校长。
2017年7月转任厦门大学校长。2018年2月，当选为第十三届全国人大代表。2022年4月转任厦门大学党委书记。
2023年11月，当选中国科学院院士。